# Championnat d'Europe féminin de hockey sur glace 1991
Navigation
Allemagne de l'Ouest 1989 Danemark 1993
Le deuxième Championnat d'Europe féminin de hockey sur glace a lieu du 15 au 23 mars 1991 à Frýdek-Místek et Havířov en Tchécoslovaquie.

## Premier tour

### Groupe A
| 15 mars 1991 | Pays-Bas | 0-14 (0-5, 0-3, 0-6) | Norvège | Havířov |

| 15 mars 1991 | France | 0-14 (0-1, 0-7, 0-6) | Suisse | Havířov |

| 17 mars 1991 | Finlande | 20-0 (9-0, 6-0, 5-0) | Pays-Bas | Havířov |

| 17 mars 1991 | Norvège | 10-1 (2-1, 4-0, 4-0) | France | Havířov |

| 18 mars 1991 | France | 0-28 (0-10, 0-11, 0-7) | Finlande | Havířov |

| 18 mars 1991 | Norvège | 7-2 (2-0, 3-1, 2-1) | Suisse | Havířov |

| 20 mars 1991 | Suisse | 0-12 (0-2, 0-5, 0-5) | Finlande | Havířov |

| 20 mars 1991 | Pays-Bas | 1-4 (0-0, 1-2, 0-2) | France | Havířov |

| 21 mars 1991 | Finlande | 11-0 (7-0, 2-0, 2-0) | Norvège | Havířov |

| 21 mars 1991 | Suisse | 8-1 (1-0, 2-1, 5-0) | Pays-Bas | Havířov |

| Clt   | Équipe   | PJ | V | D | N | BP | BC | Diff | Pts |
| ----- | -------- | -- | - | - | - | -- | -- | ---- | --- |
| +001, | Finlande | 4  | 4 | 0 | 0 | 71 | 0  | +71  | 8   |
| +002, | Norvège  | 4  | 3 | 1 | 0 | 31 | 14 | +17  | 6   |
| +003, | Suisse   | 4  | 2 | 2 | 0 | 24 | 20 | +4   | 4   |
| +004, | France   | 4  | 1 | 3 | 0 | 5  | 53 | -48  | 2   |
| +005, | Pays-Bas | 4  | 0 | 4 | 0 | 2  | 46 | -44  | 0   |

- Qualifié pour la finale
- Qualifié pour le match pour la troisième place

### Groupe B
| 15 mars 1991 | Tchécoslovaquie | 1-9 (0-2, 1-5, 0-2) | Allemagne | Frýdek-Místek |

| 15 mars 1991 | Grande-Bretagne | 0-4 (0-2, 0-2, 0-0) | Danemark | Frýdek-Místek |

| 16 mars 1991 | Tchécoslovaquie | 0-15 (0-8, 0-5, 0-2) | Suède | Frýdek-Místek |

| 16 mars 1991 | Allemagne | 6-0 (4-0, 1-0, 1-0) | Grande-Bretagne | Frýdek-Místek |

| 18 mars 1991 | Grande-Bretagne | 0-16 (0-4, 0-4, 0-8) | Suède | Frýdek-Místek |

| 18 mars 1991 | Allemagne | 2-3 (0-2, 2-1, 0-0) | Danemark | Frýdek-Místek |

| 19 mars 1991 | Danemark | 1-12 (1-4, 0-3, 0-5) | Suède | Frýdek-Místek |

| 19 mars 1991 | Tchécoslovaquie | 2-2 (0-2, 1-0, 1-0) | Grande-Bretagne | Frýdek-Místek |

| 21 mars 1991 | Suède | 10-1 (3-1, 2-0, 5-0) | Allemagne | Frýdek-Místek |

| 21 mars 1991 | Tchécoslovaquie | 0-3 (0-2, 0-0, 0-1) | Danemark | Frýdek-Místek |

| Clt   | Équipe          | PJ | V | D | N | BP | BC | Diff | Pts |
| ----- | --------------- | -- | - | - | - | -- | -- | ---- | --- |
| +001, | Suède           | 4  | 4 | 0 | 0 | 53 | 2  | +51  | 8   |
| +002, | Danemark        | 4  | 3 | 1 | 0 | 11 | 14 | -3   | 6   |
| +003, | Allemagne       | 4  | 2 | 2 | 0 | 18 | 14 | +4   | 4   |
| +004, | Tchécoslovaquie | 4  | 0 | 3 | 1 | 3  | 29 | -26  | 1   |
| +005, | Grande-Bretagne | 4  | 0 | 3 | 1 | 2  | 28 | -26  | 1   |

- Qualifié pour la finale
- Qualifié pour le match pour la troisième place

## Matchs de classement

### Match pour la neuvième place
| 23 mars 1991 | Grande-Bretagne | 3-0 (1-0, 1-0, 1-0) | Pays-Bas | Frýdek-Místek |

### Match pour la septième place
| 23 mars 1991 | Tchécoslovaquie | 1-2 (1-0, 0-1, 0-1) | France | Havířov |

### Match pour la cinquième place
| 23 mars 1991 | Suisse | 6-2 (2-1, 3-0, 1-1) | Allemagne | Frýdek-Místek |

### Match pour la troisième place
| 23 mars 1991 | Danemark | 2-1 (0-1, 0-0, 2-0) | Norvège | Havířov |

### Finale
| 23 mars 1991 | Finlande | 2-1 (0-1, 0-0, 2-0) | Suède | Frýdek-Místek |

## Bilan
La Finlande conserve son titre grâce à son succès sur la Suède. Le Danemark s'adjuge le bronze. Septième, la France se voit décerner le trophée du fair-play. Auteur de 20 points (12 buts et 8 aides), la finlandaise Marianne Ihalainen termine meilleure marqueuse du tournoi.
| Clt                | Équipe          |
| ------------------ | --------------- |
| Médaille d'or      | Finlande        |
| Médaille d'argent  | Suède           |
| Médaille de bronze | Danemark        |
| 4                  | Norvège         |
| 5                  | Suisse          |
| 6                  | Allemagne       |
| 7                  | France          |
| 8                  | Tchécoslovaquie |
| 9                  | Grande-Bretagne |
| 10                 | Pays-Bas        |